# Jules De Bruycker

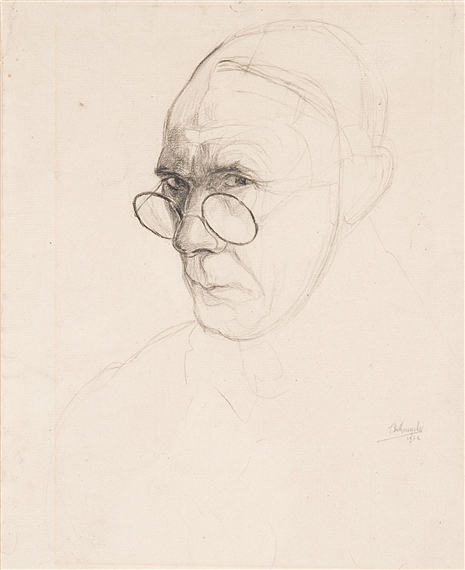
Zelfportret, 1932

Jules De Bruycker (Gent, 29 maart 1870 - aldaar, 5 september 1945) wordt net als James Ensor gerekend tot de belangrijkste Vlaamse etsers.
Het oude Gent en vooral de Sint-Niklaaskerk was zijn voornaamste inspiratiebron. In deze kerk werd in 2008 een tentoonstelling van zijn werken georganiseerd.
Hij werd professor aan het Hoger Instituut voor Schone Kunsten te Antwerpen. Hij werkte een tijdlang in hetzelfde atelier als Charles-René Callewaert. Tijdens de Eerste Wereldoorlog verbleef hij te Londen en hij verwierf er wereldfaam met zijn oorlogsprenten. Typisch voor zijn kunst zijn uitbeeldingen van oude volkstypes, terwijl zijn merkwaardige kathedralen (Rouen, Amiens, Antwerpen) opzien baarden. Ook volksscènes te Parijs, Brussel en Antwerpen tekenen virtuoos het alledaagse, vaak armoedige leven.
Grégoire Le Roy publiceerde in 1933 "L'oeuvre gravé de Jules De Bruycker, avec une notice critique et biographique."

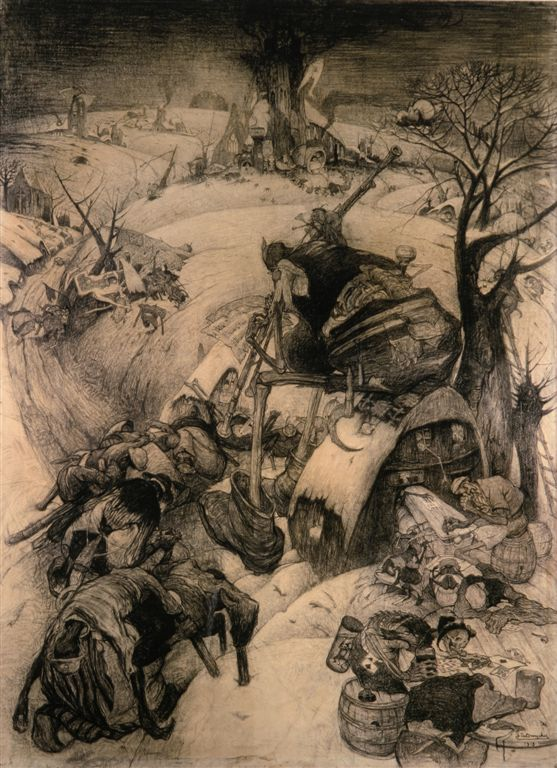
Kermesse noire, 1919 (Belfius Collectie)
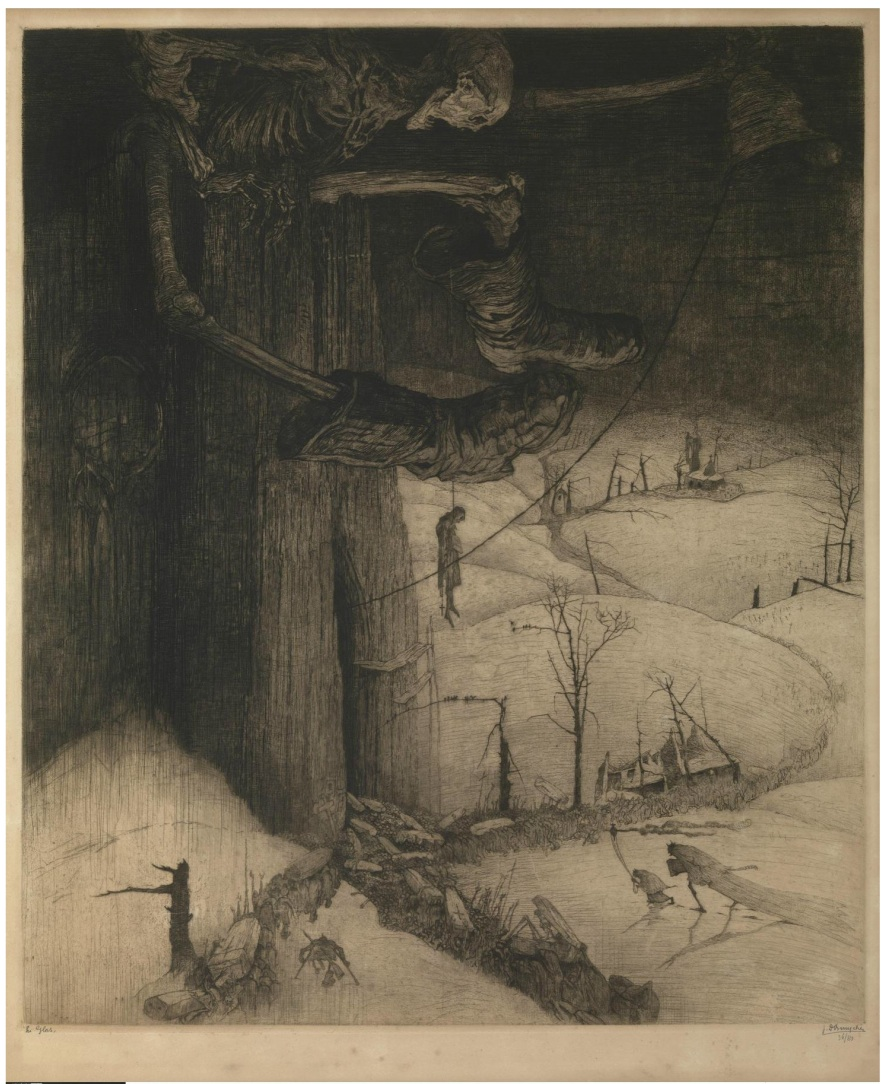
Weer klept de dood over Vlaanderen, ca. 1916 (Museum van Deinze en de Leiestreek)
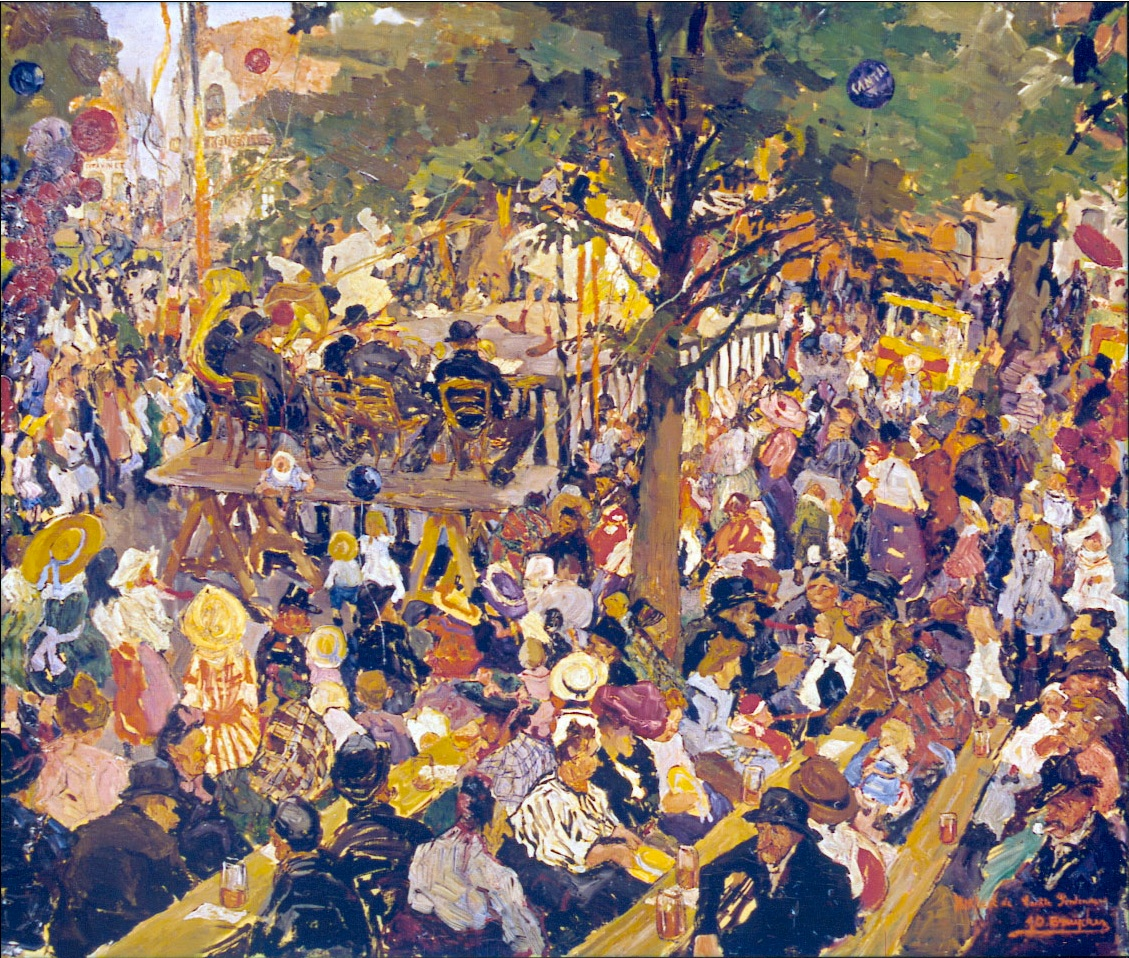
De Lochte Genteneers, 1913
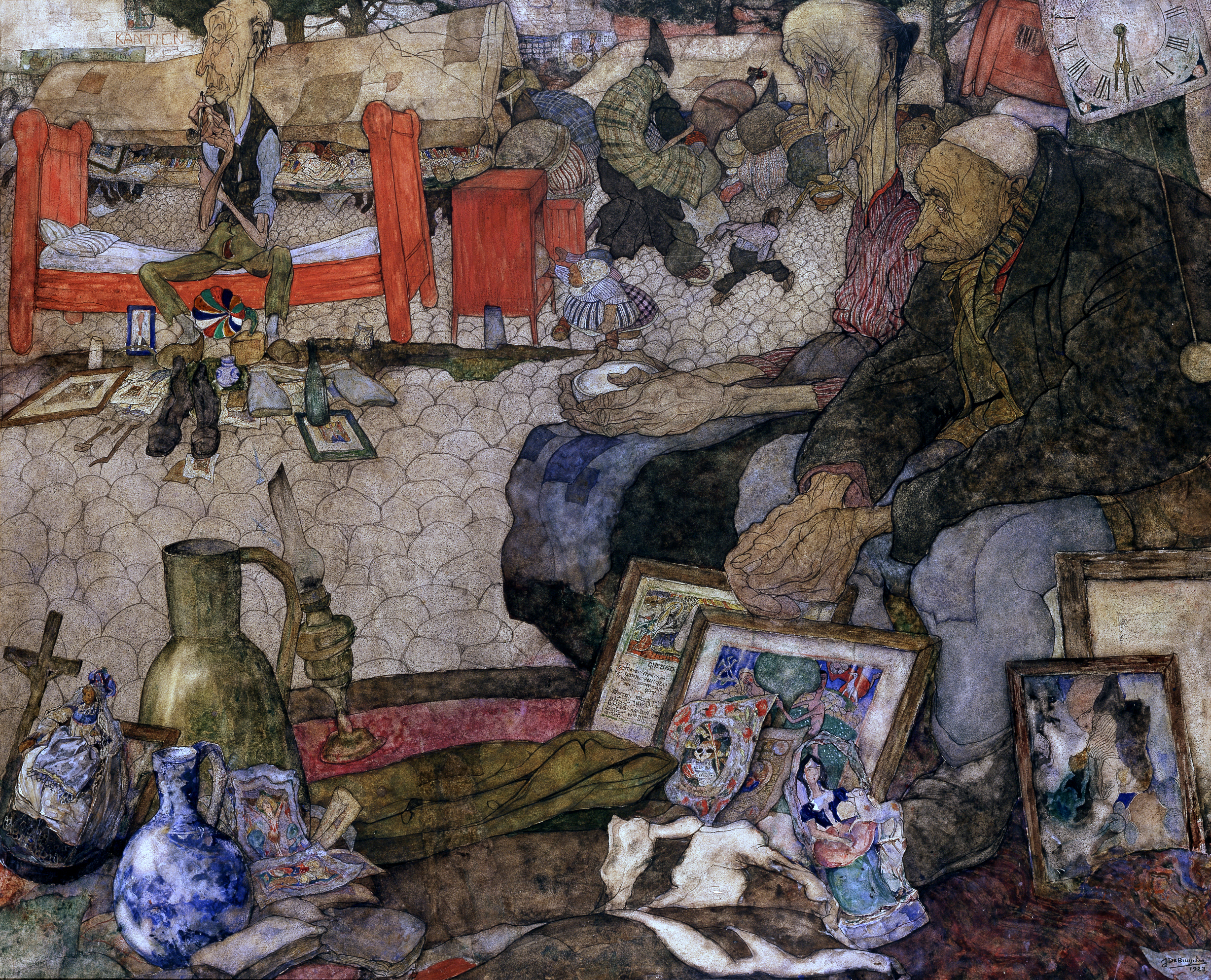
De oude markt in Gent, 1923 (Museum voor Schone Kunsten (Gent))

## Tentoonstellingen
- 1991, VALYERMO (California, USA), Jules De Bruycker (1870 - 1945), The Community of St. Andrew's Priory (28 - 29/9) (58 zw/w afb van de 74 vermelde werken)
- 2023, Museum de Reede, Antwerpen, Jules de Bruycker in druk wekkend
- 22.03.2025 – 29.06.2025, Museum voor Schone Kunsten Gent (MSK), Jules De Bruycker